# 廣內號誌站
廣內號誌站（日语：／ Hirouchi shingōjō */?）位於日本北海道上川郡新得町，是北海道旅客鐵道（JR北海道）根室本線與石勝線上的號誌站。

## 車站構造
擁有3線的號誌站，可供列車交換、或是同向列車追越。其中1號線為待避線，2號線是上行主線，3號線則是下行主線。

## 歷史
- 1966年（昭和41年）9月30日 - 根室本線落合～新得間切換為新線時設立。
- 1971年（昭和46年）5月1日 - 車站無人化。
- 1981年（昭和56年）10月1日 - 石勝線開始營業。
- 1987年（昭和62年）4月1日 - 國鐵分割民營化後成為JR北海道轄下的車站。
- 1994年（平成6年）2月2日 - 特急「大空」因強風發生列車翻覆的意外。

## 相鄰車站
北海道旅客鐵道（JR北海道）
■■根室本線
落合（T37）－（上落合信號場）－（新狩勝信號場）－（廣內信號場）－（西新得信號場）－新得（K23）
■石勝線
苫鵡（K22）－（串內信號場）－（上落合信號場）－（新狩勝信號場）－（廣內信號場）－（西新得信號場）－新得（K23）